# Déifobos
Déifobos (řecky Δηίφοβος, latinsky Deiphobus) je v řecké mytologii syn trojského krále Priama a jeho manželky Hekabé.
Byl to statečný bojovník, mimo jiné zabil v boji syna boha války Area.
Po smrti svého bratra Parida se oženil s jeho manželkou Helenou. Podle jiných však o ni nejprve soupeřil s bratrem Helenem. Říká se také, že Déifobos Helenu nakonec získal násilím.
Déifobos zahynul při dobývání trojského hradu Achajci. Při tom ho spartský král Meneláos, první manžel Heleny, probodl mečem právě v Helenině ložnici. Také však je možné, že ho zabila sama Helena, aby získala zpět Meneláovu přízeň.